# فریدریش ویلهلم یوزف شلینگ
فریدریش ویلهلم یوزف فون شلینگ (به آلمانی: Friedrich Wilhelm Joseph von Schelling) (زاده ۲۷ ژانویه ۱۷۷۵ – درگذشته ۲۰ اوت ۱۸۵۴) فیلسوف ایده‌آلیست آلمانی، عضو آکادمی علوم مونیخ، استاد دانشگاه‌های برلین، ینا و ارلانگن بود.
فریدریش ویلهلم یوزف فون شلینگ فیلسوف ایده‌آلیست آلمانی در قرن هیجدهم می‌زیست. فلسفه شلینگ و فیشته تأثیر زیادی از آرای کانت پذیرفت. شلینگ معتقد بود که امر مطلق پیونددهنده میان سوژه و ابژه است و لذا سوژه یا انسان شناسا باید به درک این مطلقیت نائل شود، از همین رو وی برای آزادی انسان در ارتباط با امر مطلق اهمیت بسزایی قائل بود. به نظر شلینگ انسان با شناخت امر مطلق به خود مطلق می‌رسد.
شلینگ نقش عمده‌ای در توسعهٔ ایده‌آلیسم آلمانی دارد و معمولاً نقش او را در انتقال میراث از فیشته به هگل بااهمیت می‌دانند. وی به پیروی از عقاید کانت و لایب‌نیتز کتاب‌های زیادی نوشت.

## زندگی و اندیشه شلینگ
فردریش ویلهلم جوزف فون شلینگ یکی از سه چهره بلندآوازه جنبشی بود که اوج فلسفه کلاسیک ایده‌آلیسم آلمان، بعد از مرگ ایمانوئل کانت [اوایل قرن نوزدهم] را نشان می‌داد. دو چهره دیگر عبارت بودند از یوهان فیشته، ایده‌آلیست درون‌گرا و اخلاقی و گئورگ ویلهلم هگل ایده‌آلیست مطلق دیالکتیکی. شلینگ خودش یک ایده‌آلیست عینی گرا بود، زیرا نقطه آغاز فلسفه فیشته را در مورد «خود انسانی» رد می‌کرد. در عوض شلینگ متافیزیک اش را بر طبیعت عینی قرار داده بود که از طریق خلاقیت زیبایی‌شناسی با ذهن آشتی داده می‌شد. فلسفه طبیعت شلینگ که به شدت رمانتیک بود و همچنین فلسفه انسان او که خلوت غیرعقلانی وجود انسان را نشان می‌داد، از پیش عکس العمل قرن نوزدهم را بر ضد اعتماد سطحی عصر روشنگری خبر می‌داد وحتی به عنوان پیشرو فلسفه وجودی قرن بیستم دیده شده است.

## نظر شلینگ در باب زیبایی‌شناسی
به نظر شلینگ کنش زیبایی‌شناسی همان شهود هنری است زیرا زیبایی یگانه چیزی است که خود را به ما به گونه ای مستقیم اعلام می‌دارد و رهاست از هر تعین و تعریف. شلینگ زیبایی را مورد ابژکتیو می‌دانست، چیزی که شهود روح است و روح همان ایده است که به گونه ای عینی وجود دارد. پس شلینگ با زیبایی‌شناسی کانت مخالف بود و می‌گفت که تعریف کانت از زیبایی سوبژکتیو است و آن فیلسوف فقط به موضوع داوری ذهنی در مورد پدیده‌های ذهنی متمایل بود.

## دوره اولیه زندگی
شلینگ در ۲۷ ژانویه ۱۷۷۵، در لئونبرگ، شهر کوچکی در ورتمبرگ، متولد شد. پدرش کشیش لوتری بود، در سال ۱۷۷۷، پدرش استاد زبانهای شرقی در دانشکده الهیات کاتولیک، در ببن هاوزن نزدیک توبینگن شد. شلینگ در آن شهر تحصیلات ابتدایی اش را گذراند، او بچه باهوشی بود و زبانهای کلاسیک را در سن هشت سالگی آموخت. او در سن ۱۵ سالگی در دانشکده الهیات توبینگن پذیرفته شد، این دانشکده یک مدرسه تکمیلی برای کشیشان ناحیه ورتمبرگ بود که او در سالهای ۱۷۹۰ تا ۱۷۹۵ در آنجا زندگی می‌کرد. از مهم‌ترین دانشجویان بعد از او در این دانشکده، گئورگ ویلهلم هگل بود که بعدها یکی از مهم‌ترین فیلسوفان قرن نوزدهم گردید و همین‌طور هولدرلین که بعدها از بزرگ‌ترین شاعران آلمان شد. هولدرلین جوانی بود که ازایده‌های انقلاب فرانسه ملهم شده بود و سنت را رد کرد و از الهیات نظری به فلسفه روی آورد. اما شلینگ جوان، از فکر ایمانوئل کانت ملهم شده بود، کسی که فلسفه را در بالاترین سطح انتقادی آن مطرح کرد و همین‌طور با سیستم ایده‌آلیست فیشته و فلسفه همه خدایی اسپینوزا آشنا شد.
شلینگ وقتی ۱۹ سال داشت اولین کتاب فلسفی اش را تحریر کرد. نام کتاب او «امکان و صورت فلسفه به‌طور کلی» بود که به فیشته تقدیم کرد. موضوع اساسی این کتاب امر مطلق بود. اما این امرمطلق نمی‌توانست به عنوان یک خدایی که فوق این جهان قرار دارد تعریف شود. هر شخصی خودش، به مثابه مطلق است. این خود ازلی و ابدی در یک شهود مستقیم درک می‌شود. بر خلاف شهود حسی، این شهود می‌تواند به مثابه یک امر عقلانی فهمیده شود.
از سال ۱۷۹۵ تا ۱۷۹۷ شلینگ معلم خصوصی پسران یک خانواده اشرافی شد. در این زمان مشغول مطالعاتش در لایپزیک بود که نقطه عطف تفکر شلینگ را تشکیل می‌دهد. او در آنجا با فیشته آشنا شد. شلینگ برای طرح فلسفه فیشته احترام خاصی قائل بود اگر چه این فلسفه توجه کافی به طبیعت نداشت.
از آنجایی که فیشته طبیعت را به مثابه یک ابژه در نظر می‌گرفت که تابع انسان است، او سعی کرد تا نشان دهد که طبیعت فی نفسه، توسعه فعالی است به سوی روح. این تفسیر، به شکلهای ارگانیک آن، در طبیعت وجود دارد، به نظر شلینگ، یک گیاه در تکاملش، تمایل به روح دارد، این فلسفه از طبیعت، اولاً استقلال فلسفه شلینگ را نشان می‌داد و او را در حلقه‌های رمانتیک مشهور کرد و ثانیاً: تأیید یکی از بزرگ‌ترین نویسنده‌های آلمان، یعنی، ولفگانگ فن گوته، را به همراه داشت.

## دوره انتشار زیاد
در سال ۱۷۹۸ شلینگ به کرسی استادی دانشگاه «ینا»، مرکز آکادمی آلمان آن زمان، دعوت شد. مشهورترین متفکر آن عصر یعنی گوته، فردریش شیلر نویسنده، ویلهلم شیگل متفکر بزرگ رمانتیک، لودویک تایک نویسنده و نقاد و همین‌طور هگل همگی در ینا بودند. در طول این دوره شلینگ بسیار پرکار بود، او فلسفه طبیعت اش را از طریق سخنرانی و نوشتن کتابها توسعه داد و بین سالهای ۱۷۹۷ تا ۱۸۰۰ چندین اثر در مورد فلسفه طبیعت منتشر کرد. در سال ۱۷۹۷، «ایده‌هایی در مورد فلسفه طبیعت» و در سال ۱۷۹۷ کتابی «در مورد روح جهان و فرضیه ای در مورد فیزیک پیشرفته برای تفسیر ارگانیسم» منتشر کرد. آرزوی شلینگ این بود که مفهوم طبیعت را با فلسفه فیشته (فلسفه خود مطلق) سازگار کند. او برای این منظور کتابی با عنوان «سیستم ایده‌آلیسم استعلایی» در سال ۱۸۰۰ به رشته تحریر درآورد. شلینگ پی برد که این سازگاری در قلمرو طبیعی و روحانی از طریق هنر قابل عرضه است. هنر بین این دو قلمرو میانجیگری می‌کند تا آنجایی که در تولید اثر هنری، طبیعت (روح ناهوشیار) و روح (روح هوشیار) این وحدت را ایجاد می‌کنند. در این اثر آنچه بدیهی به نظر می‌رسد این است که شلینگ یک توسعه تاریخی از همه خدایی عرضه می‌کند. غیرطبیعی و روحانی به مثابه ظهور یک وضع بی‌تفاوت تبیین می‌شود که در مطلق توسعه نیافته غرق است و از طریق یک سلسله از مراحل منظم و پی در پی پدیدار می‌شود.
شلینگ این عبارت را صریحاً در یک مقاله ای با عنوان «شرحی از سیستم فلسفی من» مطرح می‌کند. اما فیشته با این مفهوم آشنایی نداشت و این دو متفکر در حدود سال ۱۸۰۰ یکدیگر را طرد کردند، فیشته، شلینگ را به خاطر عدم آشنایی با نظریاتش سرزنش می‌کند و شلینگ در جواب می‌نویسد، فیشته هرگز اصل درست فلسفی را مطرح نکرد تا روح را با طبیعت سازگار کند. مکاتبه بدون هیچ نتیجه ای در سال ۱۸۰۲ به پایان می‌رسد.
زمانی را که شلینگ در ینا به سر می‌برد از لحاظ شخصی مهم است. او در آنجا با کارولین شلگل آشنا شد. او یکی از زنان باهوشی بود که در حلقه رمانتیسم آلمان فعال بود؛ کارولین در سال ۱۷۶۳ به دنیا آمد و در سن بیست و یک سالگی با فیزیکدانی به نام «بوهمر» ازدواج کرد. بعد از مرگ شوهرش در خانه یک کتابدار زندگی کرد، او از طرفداران انقلاب فرانسه بود و در سال ۱۷۹۷ با ویلهلم شلگل ازدواج کرد. شلگل رهبر رمانتیسم و مترجم اشعار بود و با او به ینا رفت. او در آنجا با شلینگ آشنا و خیلی زود مجذوب او شد، در سال ۱۸۰۰ دختر کارولین فوت کرد. از طریق مداخله گوته، شلینگ از او خواستگاری کرد و در همان سال با هم ازدواج کردند. شلینگ علی‌رغم اختلافات شخصی که با فیشته داشت به ینا رفت و یک سمت در دانشگاه ورزبورگ دریافت کرد (سال ۱۸۰۳).

## زندگی در ورتسبورگ و مونیخ
شلینگ در آغاز ورود به ورتسبورگ در مورد فلسفه عینیت سخنرانی کرد، در طول سالهایی که در ینا بود سعی کرد تا نشان دهد که «امرمطلق» مستقیماً خودش را به عنوان وحدت بخش عین و ذهن نشان می‌دهد. این همان نکته ای است که هگل از آن انتقاد می‌کند. در تعیین اختلاف بین سیستم‌های فلسفی فیشته و شلینگ، هگل در آغاز، طرفدار شلینگ بود. یک اتفاق آراء بین هگل و شلینگ وجود داشت و در سال ۱۸۰۲ مجله انتقادی درینا منتشر شد که شلینگ و هگل به عنوان ویراستاران آن مجله بودند، اما سالهای بعد تفکر اصیل منفی هگل آغاز شد و به‌طور معناداری از تفکر شلینگ دور شد. مشهورترین اثر فلسفی هگل یعنی «پدیدارشناسی روح» در سال ۱۸۱۰ منتشر شد، که این کتاب انتقادات جدی را به سیستم شلینگ وارد کرد. شلینگ «امرمطلق» را به عنوان یک واحد مبهم از عینیت و ذهنیت تعریف می‌کرد، هگل چنین مطلقی را به شب تاریکی تشبیه کرد که در آن «تمام گاوها سیاه اند.» به علاوه شلینگ هرگز توضیح نداده بود که چطور یک شخص می‌تواند به این «امرمطلق» برسد. او آنطوری با امرمطلق آغاز کرد که انگار «تیری ناگهان از کمان رها شده باشد.»

## انتقاداتکارل مارکسبه شلینگ
کارل مارکس در نامه ای به فوئرباخ به انتقاد از شلینگ می‌پردازد که توسط امید مهرگان به فارسی برگردانده شده است.
مارکس:
"شلینگ، چنان‌که می‌دانید، سی‌وهشتمین عضو کنفدراسیون [آلمانی] است. کل پلیس آلمان در اختیار اوست، موضوعی که خودم یک‌بار وقتی سردبیر راینیشه تسایتونگ بودم به‌تجربه دریافتم. این یعنی، یک دستور ممیزی کافی‌ست تا جلوی درآمدن هرچیزی علیه شلینگِ مقدس [...کلمه‌ای ناخوانا در دست‌نوشت...] گرفته شود. پس حمله به شلینگ در آلمان تقریباً ناممکن است مگر درقالب کتاب‌های بالای بیست و یک صفحه، و کتاب‌های بالای دوازده صفحه کتاب‌هایی نیستند که مردم بخوانند. کتاب کاپ [kapp] ستودنی است، اما زیادی وابسته به شرایط خاص است و قضاوت‌ها را با ناشی‌گری از فاکت‌ها سوا می‌کند. به‌علاوه حکومت‌های ما ابزاری برای بی‌اثرساختن این آثار پیدا کرده‌اند: حرفی نزدن از آنها. از این آثار یا چشم‌پوشی می‌شود، یا چند ریویوی رسمی با کلماتی تحقیرآمیز ردشان می‌کنند. خودِ شلینگِ بزرگ هم وانمود می‌کند چیزی از این حملات نمی‌داند، و در برگرداندن توجه از کتاب کاپ با به‌راه‌انداختن قیل‌وقالی مالی دربارهٔ صابون پل پیر توفیق یافت. این یک ضربه دیپلماتیک استادانه بود.
ولی فقط تصور کنید شلینگ در پاریس افشا شود، در برابر جهان ادبی پاریس! تکبر او قادر نخواهد بود جلوی خود را بگیرد، و این احساساتِ حکومت پروس را جریحه‌دار خواهد کرد، ضربه‌ای به حاکمیت شلینگ در خارج خواهد بود، و یک پادشاه متکبر برای حاکمیت‌اش در خارج اهمیت بسیار بیشتری قائل است تا در خانه. هِر فون شلینگ چه حیله‌گرانه فرانسویان را اغوا می‌کند، پیش از همه کوزَنِ [Cousin] ضعیف و التقاطی‌گرا، و سپس حتی لروی [Leroux] باقریحه را. پیر لرو و امثال او هنوز شلینگ را به دیده مردی می‌نگرند که ایدئالیسم استعلایی را با رئالیسم عقلانی، تفکر انتزاعی را با تفکر مرتبط با گوشت و خون، فلسفه تخصصی‌شده را با فلسفه جهانی جایگزین کرده است! او خطاب به رمانتیک‌ها و عرفای فرانسوی فریاد می‌زند: «من، وحدت فلسفه و الاهیات»، به ماتریالیست‌های فرانسوی: «من، وحدت گوشت و ایده»، به شکاکان فرانسوی: «من، تخریب‌گرِ دگماتیسم»، در یک‌کلام: «من… شلینگ!»
شلینگ قادر بوده است نه تنها فلسفه و الاهیات را، بلکه همچنین فلسفه و دیپلماسی را وحدت بخشد. او فلسفه را به یک علم دیپلماتیکِ عمومی بدل ساخته است، به دیپلماسی‌ای برای همه وضعیت‌ها و فرصت‌ها. بدین‌ترتیب حمله به شلینگ به‌طور غیرمستقیم حمله‌ای است به کل سیاست‌گذاری موجود ما، و بالاخص به سیاست‌گذاری پروسی. فلسفه شلینگ همان سیاست پروسی سوب اسپکی فیلوسوفیائه [زیر منظر فلسفی] است."

## ترجمه به فارسی
از شلینگ:
- شلینگ، فریدریش ویلهلم یوزف فون، پژوهش‌های فلسفی در باب ذات آزادی انسان (دوزبانه: فارسی- آلمانی)، ترجمهٔ مجتبی درایتی و ابوالحسن ارجمند تاج‌الدینی، ویراستار مرتضی نوری، تهران: شب‌خیز، ۱۳۹۷.
- شلینگ، فریدریش ویلهلم یوزف فون، در باب تاریخ فلسفهٔ جدید: درس‌گفتارهای مونیخ، ترجمهٔ سید مسعود حسینی، ویراستار مرتضی نوری، تهران: شب خیز، ۱۳۹۷.
- شلینگ، فریدریش ویلهلم یوزف فون، نظام ایدئالیسم استعلایی، ترجمهٔ سید مسعود حسینی، تهران: نشر نی، ۱۳۹۹.
  - شلینگ، فریدریش ویلهلم یوزف فون، فلسفه و دین (دوزبانه: فارسی- آلمانی)، ترجمهٔ ابوالحسن ارجمند تاج‌الدینی و مجتبی درایتی، تهران: شب‌خیز، ۱۴۰۰.

دربارهٔ شلینگ
- ه‍گ‍ل، گ‍ئ‍ورگ وی‍ل‍ه‍ل‍م ف‍ری‍دری‍ش، تفاوت میان دستگاه فلسفی فیخته و شلینگ در رابطه با مقالات راین‌هولد دربارهٔ …، ترجمهٔ زیبا جبلی، تهران: شفیعی، ۱۳۹۶.
- عوض‌پور، بهروز، رساله‌ای در باب فلسفهٔ هنر شلینگ، تهران: کتاب‌آرایی ایرانی، ۱۳۹۵.
- آرن‍ت، ه‍ان‍ا، ف‍ل‍س‍ف‍هٔ اگ‍زی‍س‍ت‍ان‍س چ‍ی‍س‍ت؟ (پ‍ی‍وس‍ت‍گ‍ی و گ‍س‍س‍ت‌ه‍ای س‍ن‍ت ف‍ل‍س‍ف‍ی پ‍ی‍رام‍ون پ‍رس‍ش ه‍س‍ت: از ش‍ل‍ی‍ن‍گ و ک‍ه‌ی‍رک‍ه‌گ‍ور ت‍ا ه‍ی‍دگ‍ر و ی‍اس‍پ‍رس)، ت‍رج‍م‍هٔ م‍ه‍دی اس‍ت‍ع‍دادی ش‍اد، س‍وئ‍د: ن‍ش‍ر ب‍اران، ۱۹۹۴م. = ۱۳۷۳.
- عماد، پرویز، هایدگر و آزادی نزد شلینگ، برگردان فرامرز الهی، ویراستار قاسم مؤمنی، تهران: گهرشید، ۱۳۹۴.
- ک‍ی‌ی‍رک‍گ‍ور، س‍ورن، مفهوم آیرونی با ارجاع مدام به سقراط، ویراستاران هواردوینسنت هونگ، ادناهاتلستید هونگ، ترجمهٔ صالح نجفی، تهران: نشر مرکز، ۱۳۹۵.